# Nawinka (obwód brzeski)
Nawinka (biał. Навінка; ros. Новинка, Nowinka) – wieś na Białorusi, w obwodzie brzeskim, w rejonie janowskim, w sielsowiecie Opol.
Wieś położona jest nad dużym kompleksem mokradeł objętych ochroną w ramach Sporowskiego Rezerwatu Biologicznego.